# Фредерік Брюїнсельс
Фредерік Брюїнсельс (13 липня 1888 — 10 жовтня 1959) — бельгійський яхтсмен.
Олімпійський чемпіон 1920 року в класі 6 метрів (за правилами 1907 року).